# Territorio del nord-ovest (Gran Bretagna)
Il territorio del nord-ovest era una regione Settentrionale dell'America britannica esistita fino al 1870 e chiamata così per la sua posizione rispetto alla Terra di Rupert.
A causa della mancanza di sviluppo, esplorazione e dei limiti cartografici dell'epoca, i confini esatti, la proprietà e l'amministrazione della regione non erano definiti con precisione durante la sua esistenza. Non c'è nemmeno una data definitiva in cui i britannici abbiano per la prima volta rivendicato la sovranità sul territorio. Le mappe variano nel definire i confini del territorio; tuttavia, nell'uso moderno, la regione è generalmente considerata quella delimitata dall'attuale Columbia Britannica, dallo spartiacque continentale con la Terra di Rupert, dall'America Russa (poi Alaska) e dall'Oceano Artico. Il territorio comprendeva quello che oggi è lo Yukon, i Territori del Nord-Ovest continentali, la terraferma nord-occidentale del Nunavut, il Saskatchewan nord-occidentale e l'Alberta settentrionale. Anche la parte settentrionale della Columbia Britannica moderna è talvolta considerata come parte del territorio.
Il Territorio del Nord-Ovest non rientrava tecnicamente nell'area di terra concessa alla Compagnia della Baia di Hudson nel maggio del 1670, poiché la regione non defluiva nella Baia di Hudson. Tuttavia, la Compagnia della Baia di Hudson (HBC) era ancora l'amministratore di fatto della regione e il territorio fu incluso nello stesso processo di trasferimento della Terra di Rupert dal HBC al Canada, a partire dal 15 luglio 1870.